# Anders Hansen möter...
Anders Hansen möter... är ett svenskt intervjuprogram från 2023 vars första säsong består av fem avsnitt. Programledare och intervjuare är läkaren och författaren Anders Hansen. I serien träffar och samtalar Hansen med ledande experter kring vårt psyke och vår hjärna.
Serien hade premiär på SVT Play den 10 januari 2023.

## Medverkande
I första säsongen deltar förutom Anders Hansen
- Anna Lembke, amerikansk psykiatriker verksam vid Stanford Universitet
- James Fallon, forskare inom neurovetenskap vid University of California
- Yuval Noah Harari, israelisk historiker verksam vid Hebreiska Universitetet i Jerusalem
- Torkel Klingberg, svensk läkare och professor i kognitiv neurovetenskap vid Karolinska institutet
- Stuart Russell, brittisk professor i datavetenskap verksam vid University of California